# Nettenchelys paxtoni
Nettenchelys paxtoni är en fiskart som beskrevs av Karmovskaya, 1999. Nettenchelys paxtoni ingår i släktet Nettenchelys och familjen Nettastomatidae. Inga underarter finns listade i Catalogue of Life.